# 関晃
関 晃（せき あきら、1919年（大正8年）1月5日 - 1996年（平成8年）4月20日）は、日本の歴史学者。東北大学名誉教授。専攻は日本古代史。熊本県飽託郡古町村（現・熊本市二本木）生まれ、東京都出身。

## 略歴
- 1940年 東京帝国大学文学部国史学科入学。
- 1942年 東京帝国大学文学部国史学科卒業。
- 1946年 東京帝国大学文学部大学院入学。
- 1951年 東京大学大学院特別研究生（第2期）修了。
- 1952年 山梨大学学芸学部助教授。
- 1960年 東北大学文学部助教授。
- 1965年 東北大学文学部教授。
- 1973年 東北大学文学部長。
- 1982年 東北大学定年退官。東北大学より名誉教授の称号を受く。フェリス女学院大学文学部教授。
- 1987年 フェリス女学院大学文学部長。
- 1989年 フェリス女学院大学教授定年退職。
- 1992年 勲二等瑞宝章受章。
- 1996年 逝去（77歳）。叙・従三位。

## 学説と人物
- 東京大学教授坂本太郎の教え子の一人。
- 大学卒業後は軍隊に入るが、終戦のため除隊し大学院へ。
- 大化の改新の研究を通じ、日本における古代国家の形成について、「大和政権とは畿内の豪族による連合政権であり、それが他の地域を凌駕し、日本列島各地、更に朝鮮半島南部の勢力を服属させることによって国家が形成されていった」「首長としての天皇の権力は相対的に弱いものであった」と考える「畿内王権論」（畿内政権論）を初めて主唱した学者として著名。　石母田正に代表される唯物史観（マルクス主義史学）に基づく「在地首長制論」が隆盛する歴史学界の中では当初少数派であった。その後「畿内王権論」は吉田孝や早川庄八による律令制研究によって確立。吉田は関の学説を積極的に継承・発展させた。早川は石母田らの学説も取り入れていたが、事実上関の示した枠組みに基づいた研究を行った。関・吉田・早川らの学説は笹山晴生・平野邦雄らの賛同を得て、通説化した。「畿内王権論」は現在大津透らにより更に研究が継承されている。
- 唯物史観に対し一貫して批判的であり、軽視さえしていた。マルクス主義史学者でありながら研究をすすめる上で葛藤していたといわれる北山茂夫から厳しい批判を受けたこともあったが、これをほぼ無視して研究を進め、自説を変えることはなかった。石母田正の主著の一つ『日本の古代国家』についても強く批判している。学界におけるマルクス主義の衰退後は「畿内王権論」の祖形を作った学者として、学史に重要な地位を占めることになった。
- 帰化人の研究者としても知られる。帰化人の位置づけについて、「帰化人はわれわれの祖先なのである。彼らのした仕事は、日本人のためにした仕事ではなくて、日本人がしたことなのである。」（『帰化人-古代の政治・経済・文化を語る-』）と述べた。その後帰化人を「渡来人」と言い換える上田正昭や、更に「渡来人」に戦後の在日朝鮮人のイメージを投影する金達寿の主張が広まったが、これにも批判的で、学術用語として不適切であることを指摘し、疑問を投げかけていた[2]。

## 著書
単著
- 『帰化人-古代の政治・経済・文化を語る-』＜日本歴史新書18＞至文堂（東京）1956.5 （1966.11増補版 ISBN 4784300988）（1983年増補版復刊）（2009.6文庫化（講談社学術文庫 ISBN 9784062919531）解説：大津透）
  - 『関晃著作集』第3巻「古代の帰化人」にも全文収録。至文堂版はすべて品切。
- 『小金井雑記』私家版　1997.4
- 『関晃著作集』全5巻　吉川弘文館（東京）
  - 第1巻：大化改新の研究（上）　1996.10（ISBN 4642023011）
  - 第2巻：大化改新の研究（下）　1996.11（ISBN 464202302X）
  - 第3巻：古代の帰化人　1996.12（ISBN 4642023038）
  - 第4巻：日本古代の国家と社会　1997.1（ISBN 4642023046）
  - 第5巻：日本古代の政治と文化　1997.2（ISBN 4642023054）

共編著
- 『史料による日本の歩み　古代編』（児玉幸多代表編者，井上光貞・児玉幸多と共編）吉川弘文館（東京）1951.9（ISBN 4642010068）

校注
- 『平田篤胤 伴信友 大国隆正』＜日本思想大系50＞（田原嗣郎・佐伯有清・芳賀登と校注）岩波書店（東京）1973.9
- 『律令』＜日本思想大系3＞（井上光貞・土田直鎮・青木和夫と校注）岩波書店（東京）1976.12（新装版：1994.4，ISBN 400003751X）
- 『類聚三代格』＜神道大系古典編10＞（熊谷公男と校注）神道大系編纂会（東京）1993.10

監修
- 『狩野文庫本類聚三代格』（熊田亮介校注・解説）吉川弘文館（東京）1989.11（ISBN 464202235X）